# مارک آلگره
مارک آلگره (فرانسوی: Marc Allégret‎؛ ۲۲ دسامبر ۱۹۰۰ – ۳ نوامبر ۱۹۷۳) یک فیلم‌نامه‌نویس، کارگردان، و عکاس اهل فرانسه بود. وی بین سال‌های ۱۹۲۷ تا ۱۹۷۰ میلادی فعالیت می‌کرد.
وی برادر کوچکتر ایو آلگره بود

## فیلمشناسی
- یکشنبه خنده‌دار (۱۹۵۸)